# Арсентьевка (Амурская область)
Арсе́нтьевка — село в Михайловском районе Амурской области, Россия.
Входит в Михайловский сельсовет.
Основано в 1895 году. Названо в честь военного губернатора Амурской области Д.Г. Арсеньева.

## География
Село Арсентьевка стоит на правом берегу реки Завитая, в 8 км выше административного центра Михайловского сельсовета села Михайловка (Михайловка стоит на левом берегу Завитой), расстояние по автодороге — 10 км.
Расстояние до районного центра Поярково — 48 км (через Михайловку, на юг по автодороге областного значения Завитинск — Поярково).
На левом берегу Завитой напротив Арсентьевки стоит село Петропавловка.

## Население
| 2002 | 2010 | 2012 | 2013 | 2014 | 2015 | 2016 |
| ---- | ---- | ---- | ---- | ---- | ---- | ---- |
| 292  | ↘213 | ↘207 | ↘198 | ↘193 | ↘189 | ↗190 |
| 2017 | 2018 |      |      |      |      |      |
| ↘186 | →186 |      |      |      |      |      |

## Инфраструктура
Сельскохозяйственные предприятия Михайловского района.